# Filip De Man
Filip Emiel Julien De Man (Roeselare, 11 november 1955) is een Belgisch politicus voor Vlaams Belang. 

## Carrière
Hij studeerde van 1973 tot 1978 pers- en communicatiewetenschappen aan de Vrije Universiteit Brussel en werd er licentiaat in de letteren en wijsbegeerte. Tijdens zijn studies werd hij in 1977 praeses van de PERSkring, was hij lid van de Vlaams-Nationale Studentenunie en medestichter van de Vrijzinnige Vlaamse Studentenvereniging (VVSV). Tevens was hij hoofdredacteur van het VVSV-tijdschrift Klauwaert en Geus.
Als uitgesproken Vlaams-nationalist werd De Man in 1985 lid van het Vlaams Blok. Van 1988 tot 1992 was hij hoofdredacteur van 't Kapblok, het tijdschrift van het VB dat verscheen in Brussel-Halle-Vilvoorde en nadien werd opgedoekt. In 1989 werd hij redactielid en in 1990-1991 eindredacteur van het nationale partijblad van het Vlaams Blok, sinds 2004 Vlaams Belang geheten, en van 1990 tot 1991 was hij voorzitter van de VB-afdeling van het arrondissement Brussel.
Bij de verkiezingen van 24 november 1991, bijgenaamd Zwarte zondag, werd Filip De Man verkozen tot lid van de Kamer van volksvertegenwoordigers, wat hij bleef tot in mei 2014. Eerst zetelde hij voor het Vlaams Blok, daarna vanaf 14 november 2004 voor het Vlaams Belang. In de Kamer was hij actief in de commissies Volksgezondheid en Binnenlandse Zaken en liet hij zich onder meer opmerken door zijn bijzonder kritische analyse van de multicultuur en zijn uitgesproken anti-migratiestandpunt. Zo kantte De Man zich tegen de naturalisaties van vreemdelingen en de regularisaties van illegalen. Daarnaast bepleitte hij een harde aanpak van de criminaliteit in het algemeen, met de herinvoering van de doodstraf, de uitwijzing van veroordeelde allochtonen en de actieve opsporing van terroristische cellen.
Op communautair vlak bepleitte De Man de invoering van de subnationaliteit in Brussel, waarbij de inwoners kunnen kiezen voor het Vlaams sociaal en fiscaal regime. Volgens hem moest dat leiden tot een sterkere positie bij de uiteindelijke onderhandelingen over de splitsing van België. Zijn Europese visie is confederaal, met sterke nadruk op het principe van de subsidiariteit en de uitbouw van een Fort Europa om de massale immigratie tegen te gaan.
Bij de verkiezingen van mei 2014 stond hij op de derde plaats van de Vlaams Belang-lijst voor het Europees Parlement, maar werd niet verkozen. De Man werd eveneens vanaf 2009 voorzitter van de partijraad van het Vlaams Belang en als dusdanig ook lid van het partijbestuur en was van 2015 tot 2020 hoofdredacteur van het partijmagazine van Vlaams Belang. Op lokaal politiek vlak was De Man van 1995 tot 2022 gemeenteraadslid van Vilvoorde.
Bij de verkiezingen van mei 2019 stond Filip De Man opnieuw op de derde plaats van de Vlaams Belang-lijst voor het Europees Parlement en werd wel verkozen. Op 27 april 2021 werd zijn parlementaire onschendbaarheid op verzoek van het Hof van beroep van Brussel opgeheven. De Man werd ervan beschuldigd in mei 2019 een verkeersongeval te hebben veroorzaakt en vervolgens vluchtmisdrijf te hebben gepleegd.
Bij de Europese verkiezingen van juni 2024 kreeg De Man de vierde plaats op de Vlaams Belang-lijst toegewezen, maar hij werd niet herkozen.
De Man is een broer van actrice Brigitte De Man en een zoon van advocaat en auteur Jos De Man.

## Publicaties
Auteur:
- 1999 'De Zaak Demol, een commissaris geflikt' (naar het Frans vertaald: 'L'Affaire Demol. Un poulet chez les ânes')
- 2003 'De Eeuwige Strijd. Hellas, Rome en Europa in het juiste perspectief'
- 2007 'L'Etat-PS. De Maffia aan de Macht' (co-auteur met Frank Vanhecke, vertaald naar het Frans: 'L'Etat-PS. La mafia au pouvoir')
- 2007 'De Eeuwige Strijd II. Europa: van Dageraad tot Avondland'

In de eerste twee delen van 'De Eeuwige Strijd' laat De Man zich gelden als een tegenstander van cultuurrelativisme en egalitarisme, hij kiest partij voor de visie van genetici, sociobiologen en evolutionaire psychologen.
De Man is (mede-)auteur van diverse Vlaams Belang-partijbrochures, waaronder 'Immigratie: financiële en maatschappelijke kostprijs', 'Immigratie: land van melk en honing', ‘Requisitoir tegen de drugsprofeten’, ‘Waarheen met de politiediensten?’, ‘AIDS: geen paniek?’, ‘Criminaliteit: harde aanpak!’, ‘Vlaams Blok: de Gezinspartij’ en ‘Dossier politieke vluchtelingen’.
- Gemeinsame Normdatei: 1187232475
- Virtual International Authority File: 7380155919121539730007
- WorldCat: E39PBJwRVWVcfkYG3cgdbqGmBP

Gerelateerde onderwerpen: Partijprogramma · 70-puntenplan · Cordon sanitaire · Racismeklacht